# Leon Nikolaevič Saakov
Leon Nikolaevič Saakov (in russo Лео́н Никола́евич Саа́ков?; in armeno Լեոն Նիկոլայի Սահակով?, Leon Nikolayi Sahakov; Gyumri, 30 novembre 1909 – Mosca, 9 marzo 1988) è stato un regista sovietico.

## Filmografia parziale

### Regista
- Stepnye zori (1953)
- Na dorogach vojny (1958)
- La battaglia dell'Oder (1967)
- More v ogne (1970)
- Krutoe pole (1979)